# لایم گروو (نبراسکا)
لایم گروو (به انگلیسی: Lime Grove) یک منطقهٔ مسکونی در ایالات متحده آمریکا است که در نبراسکا واقع شده‌است.